# Florence Bourgnon-Migraine
Pour les articles homonymes, voir Bourgnon et Migraine.
Florence Bourgnon-Migraine, née le 31 août 1972, est une pilote automobile professionnelle française. 

## Biographie

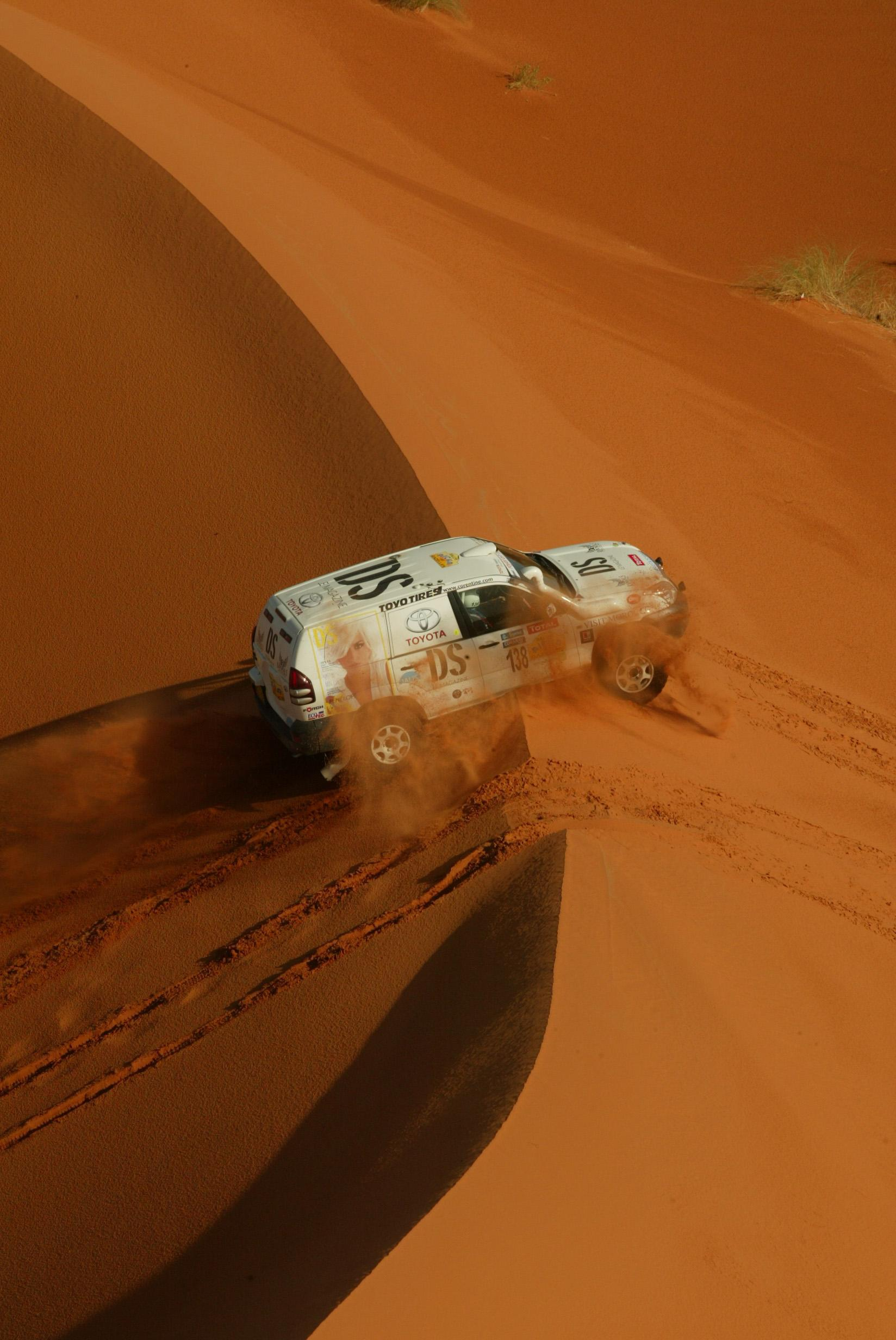
L'équipage 138 (Quiniou/Migraine-Bourgnon) sautant les dunes avec leur Toyota Landcruiser.

En 2006, avec comme copilote Corentine Quiniou elle termine 49e du Dakar sur Toyota Land Cruiser, se classant 1er équipage féminin et 1er des équipages les plus jeunes. Elle remporte pour la première fois le Rallye Aïcha des Gazelles sur la même voiture et avec la même copilote, rallye qu'elle remportera à nouveau en 2007 et 2009.
En 2012, elle participe au rallye des Princesses avec comme équipière le mannequin Jovanka Šopalović.

## Vie privée
Son père spéléologue l'emmenait dans son enfance courir la montagne et les gouffres, ce qui lui donna l'esprit de baroudeuse.
Elle se marie avec le navigateur suisse Yvan Bourgnon à Las Vegas dans les années 90. Ils ont deux enfants, nés en 1997 et 1999. Ils habitent à La Trinité-sur-Mer dans le Morbihan. 

## Palmarès
- 2012 :
  - 5e du Rallye des Princesses avec Jovanka Šopalović[6]
- 2009 :
  - 1re du Rallye Aïcha des Gazelles (catégorie 4X4)
  - 1er équipage féminin au Rallye Dakar, 86e au général, 2e pilote féminine
- 2007 :
  - 1re du Rallye Aïcha des Gazelles
- 2006 :
  - 1er équipage féminin au Rallye Dakar, 49e au général, 1er équipage jeune, 2e pilote féminine
  - 1re  du Rallye Aïcha des Gazelles
- 2005 :
  - 2e du Rallye Aïcha des Gazelles (copilote de Corentine Quiniou)

## Ouvrage
- 2003 : Otage de la mer ; Yvan et Florence Bourgnon, 239 pages, aux éditions Michel Lafon[3]